# Église de l'Immaculée-Conception de Chamoy
L'église de l'Immaculée-Conception est une église située à Chamoy, en France.

## Description
Dans son mobilier se trouvent des statues du XVIe siècle :
- Sébastien[2] en calcaire polychrome,
- Nicolas[3] en calcaire polychrome,
- Christ aux liens[4] en calcaire polychrome.

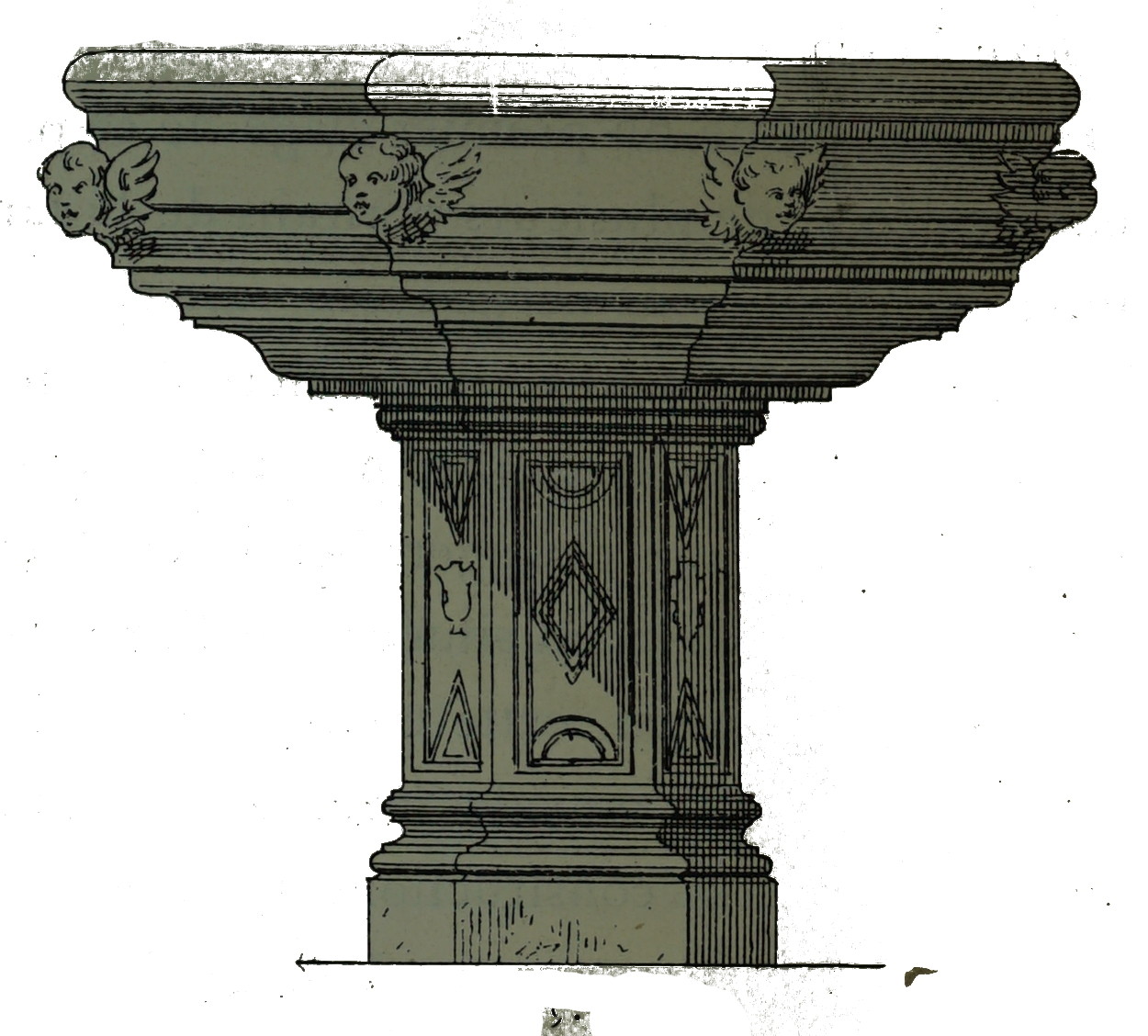
Baptistère,
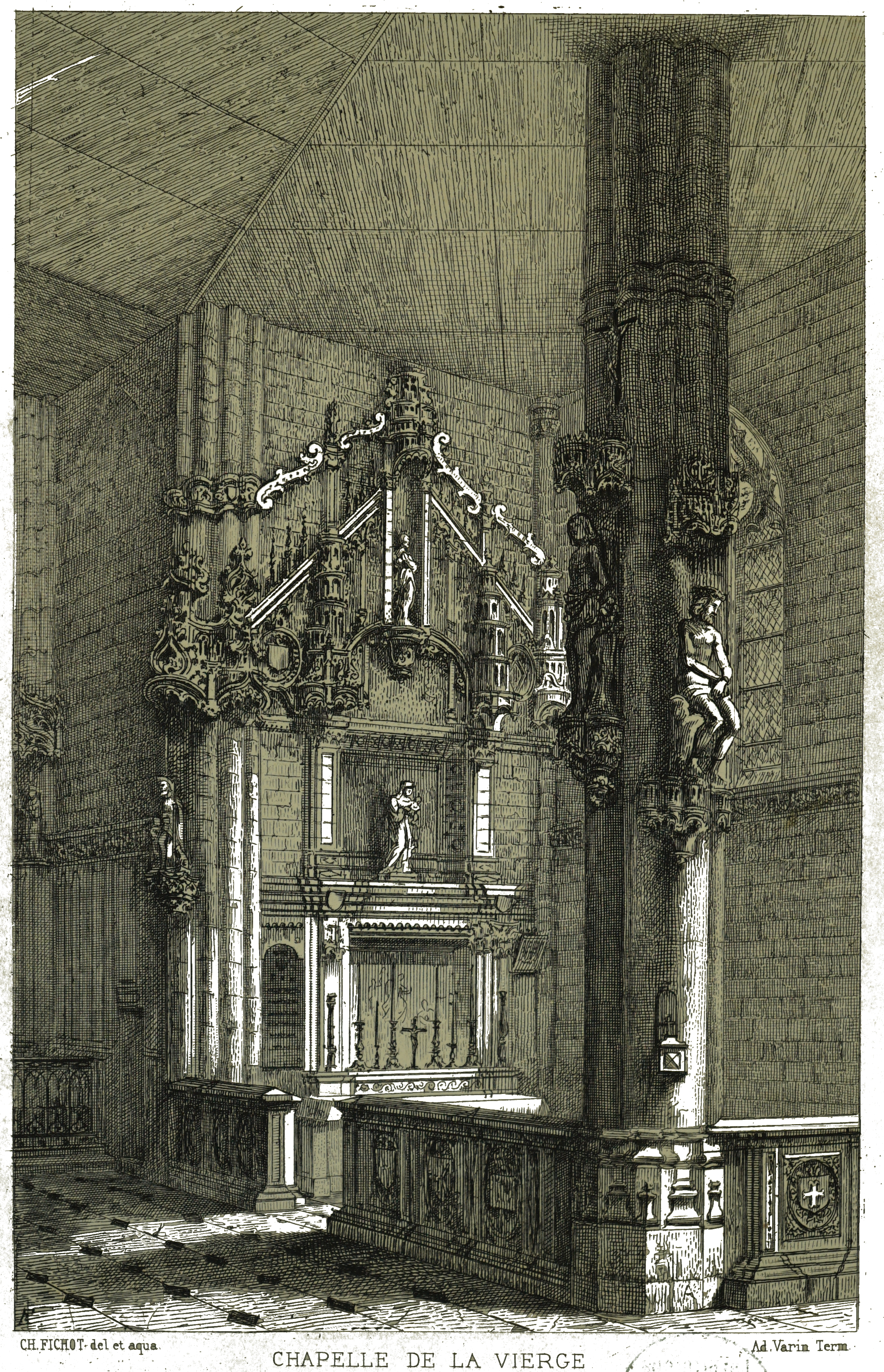
Chapelle latérale,
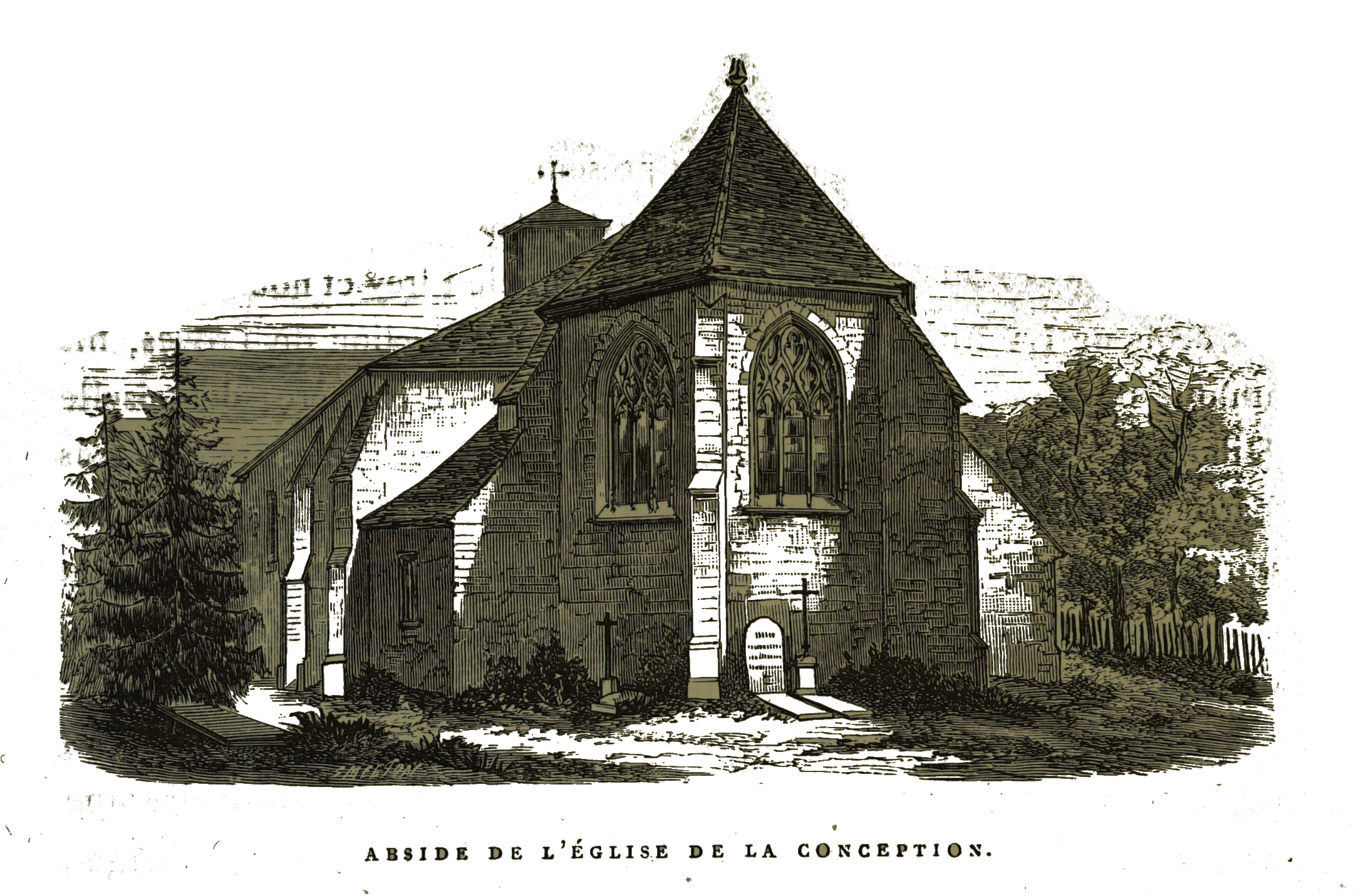
L'abside,
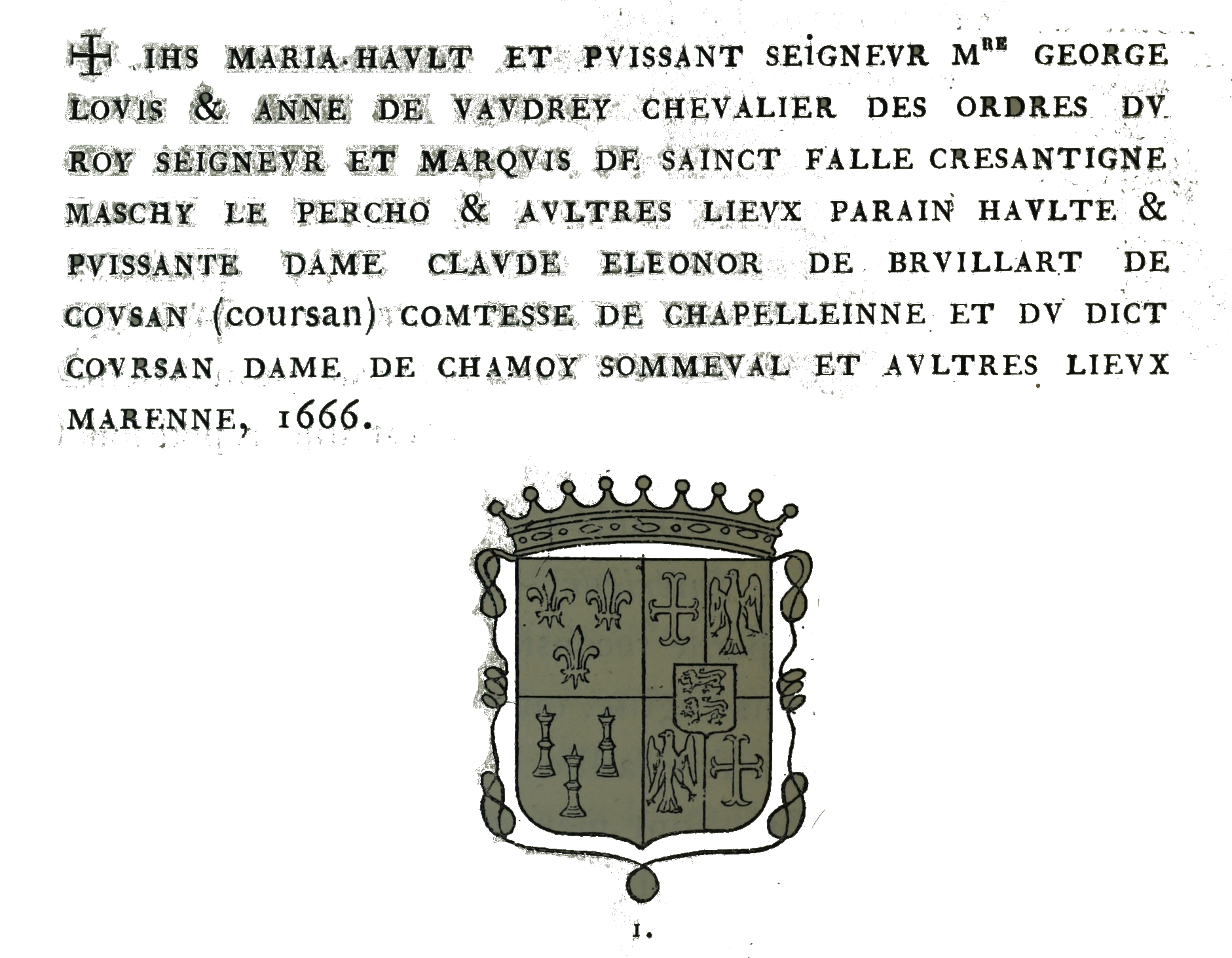
Dédicace de cloche à Claude Bruillard.

## Localisation
L'église est située sur la commune de Chamoy, dans le département français de l'Aube.

## Historique
L'église était une succursale de celle de Saint-Phal, donc au Grand-doyenné de Troyes. Elle fut brûlée en 1501 par les gens d'armes. La façade et la nef sont reconstruites entre 1828 et 1830 par l'architecte troyen Bert.
L'édifice est inscrit au titre des monuments historiques en 1926.